# Kasokandel (plaats)
Kasokandel is een bestuurslaag in het regentschap Majalengka van de provincie West-Java, Indonesië. Kasokandel telt 5530 inwoners (volkstelling 2010).